# Баличевац
Баличевац је насеље у Србији у општини Мерошина у Нишавском округу. Према попису из 2022. било је 1007 становника (према попису из 1991. било је 1268 становника).

## Демографија
У насељу Баличевац живи 938 пунолетних становника, а просечна старост становништва износи 41,7 година (41,1 код мушкараца и 42,5 код жена). У насељу има 320 домаћинстава, а просечан број чланова по домаћинству је 3,70.
Ово насеље је великим делом насељено Србима (према попису из 2002. године), а у последња три пописа, примећен је пад у броју становника.
|  |

| Демографија | Демографија | Демографија |
| Година      | Становника  | Становника  |
| ----------- | ----------- | ----------- |
| 1948.       | 1.290       |             |
| 1953.       | 1.374       |             |
| 1961.       | 1.372       |             |
| 1971.       | 1.322       |             |
| 1981.       | 1.291       |             |
| 1991.       | 1.268       | 1.219       |
| 2002.       | 1.185       | 1.237       |
| 2011.       | 1.141       |             |

| Етнички састав према попису из 2002.‍ | Етнички састав према попису из 2002.‍ | Етнички састав према попису из 2002.‍ | Етнички састав према попису из 2002.‍ | Етнички састав према попису из 2002.‍ |
| ------------------------------------ | ------------------------------------ | ------------------------------------ | ------------------------------------ | ------------------------------------ |
|                                      |                                      |                                      |                                      |                                      |
| Срби                                 | Срби                                 |                                      | 1.168                                | 98,56%                               |
| Роми                                 | Роми                                 |                                      | 5                                    | 0,42%                                |
| Хрвати                               | Хрвати                               |                                      | 2                                    | 0,16%                                |
| Руси                                 | Руси                                 |                                      | 1                                    | 0,08%                                |
| Немци                                | Немци                                |                                      | 1                                    | 0,08%                                |
| Македонци                            | Македонци                            |                                      | 1                                    | 0,08%                                |
| непознато                            | непознато                            |                                      | 5                                    | 0,42%                                |

| Година пописа     | 1948. | 1953. | 1961. | 1971. | 1981. | 1991. | 2002. |
| ----------------- | ----- | ----- | ----- | ----- | ----- | ----- | ----- |
| Број домаћинстава | 164   | 199   | 235   | 257   | 285   | 306   | 320   |

| Број чланова      | 1  | 2  | 3  | 4  | 5  | 6  | 7  | 8 | 9 | 10 и више | Просек |
| ----------------- | -- | -- | -- | -- | -- | -- | -- | - | - | --------- | ------ |
| Број домаћинстава | 33 | 78 | 39 | 62 | 36 | 56 | 14 | 1 | 1 | 0         | 3,70   |

| Пол    | Укупно | Неожењен/Неудата | Ожењен/Удата | Удовац/Удовица | Разведен/Разведена | Непознато |
| ------ | ------ | ---------------- | ------------ | -------------- | ------------------ | --------- |
| Мушки  | 501    | 93               | 360          | 38             | 4                  | 6         |
| Женски | 478    | 56               | 362          | 54             | 5                  | 1         |
| УКУПНО | 979    | 149              | 722          | 92             | 9                  | 7         |

| Пол    | Укупно                    | Пољопривреда, лов и шумарство | Рибарство                            | Вађење руде и камена | Прерађивачка индустрија       |
| ------ | ------------------------- | ----------------------------- | ------------------------------------ | -------------------- | ----------------------------- |
| Мушки  | 248                       | 68                            | 0                                    | 0                    | 59                            |
| Женски | 133                       | 80                            | 0                                    | 0                    | 17                            |
| УКУПНО | 381                       | 148                           | 0                                    | 0                    | 76                            |
| Пол    | Производња и снабдевање   | Грађевинарство                | Трговина                             | Хотели и ресторани   | Саобраћај, складиштење и везе |
| Мушки  | 4                         | 32                            | 11                                   | 4                    | 16                            |
| Женски | 1                         | 0                             | 6                                    | 1                    | 1                             |
| УКУПНО | 5                         | 32                            | 17                                   | 5                    | 17                            |
| Пол    | Финансијско посредовање   | Некретнине                    | Државна управа и одбрана             | Образовање           | Здравствени и социјални рад   |
| Мушки  | 2                         | 4                             | 23                                   | 4                    | 6                             |
| Женски | 0                         | 1                             | 4                                    | 6                    | 10                            |
| УКУПНО | 2                         | 5                             | 27                                   | 10                   | 16                            |
| Пол    | Остале услужне активности | Приватна домаћинства          | Екстериторијалне организације и тела | Непознато            | Непознато                     |
| Мушки  | 5                         | 0                             | 0                                    | 10                   | 10                            |
| Женски | 2                         | 0                             | 0                                    | 4                    | 4                             |
| УКУПНО | 7                         | 0                             | 0                                    | 14                   | 14                            |